# ليبور كوزاك
ليبور كوزاك (بالتشيكية: Libor Kozák)‏ وهو لاعب كرة قدم تشيكي في مركز الهجوم ولد في يوم 30 مايو 1989 في مدينة أوبافا في تشيكوسلوفاكيا وهو يلعب حالياً مع نادي أستون فيلا وسبق له اللعب مع نادي بريشيا ونادي لاتسيو ونادي أوبافا ولعب مع منتخب التشيك لكرة القدم ويبلغ طوله 192 سم.

## روابط خارجية
- ليبور كوزاك على موقع الاتحاد الأوربي (الإنجليزية)
- ليبور كوزاك على موقع الاتحاد التشيكي (الإنجليزية)
- ليبور كوزاك على موقع قاعدة بيانات كرة القدم.إي يو (الإنجليزية)
- ليبور كوزاك على موقع ناشيونال فوتبول تيمز (الإنجليزية)
- ليبور كوزاك على موقع Soccerbase.com (لاعب) (الإنجليزية)
- ليبور كوزاك على موقع Soccerway.com (الإنجليزية)
- ليبور كوزاك على موقع عالم كرة القدم.نت (الإنجليزية)
- ليبور كوزاك على موقع AS.com (الإسبانية)